# Ólafur Briem
Ólafur Briem (født 28. januar 1851 på Espihóll i Eyjafjörður, død 19. maj 1925 i Reykjavík) var en islandsk bonde, altingsmand og ad flere omgange sysselmand i Skagafjarðarsýsla. Han var den islandske bondeparti Fremskridtspartiets første formand. 
Ólafur blev født på gården Espihóll i Eyjafjörður, som søn af den stedlige sysselmand Eggert Briem og dennes hustru Ingibjörg Eiríksdóttir. Han tilbragte sin første drengeår i Eyjafjörður, men familien flyttede i 1861 til Skagafjörður, da faren blev udnævnt til sysselmand der. 
Ólafur gik på latinskolen i Reykjavík og blev student i 1870. Han var dernæst skriver hos sin far frem til 1884, da Eggert afgik som sysselmand; hjalp faren med hans embedspligter og var til tider stedfortrædende sysselmand under dennes fravær.
I 1885 bosatte han sig på gården Frostastaðir i Blönduhlíð, men flyttede 1887 til Álfgeirsvellir i Efribyggð og boede der indtil 1920, da han solgte sin gård og flyttede til Reykjavík, hvor han blev assistent i finansministeriet i det nyoprettede Kongeriget Island. 

## Politisk arbejde og tillidshverv
Ólafur blev valgt til amtsrådet i Skagafjarðarsýsla i 1881 og sad i rådet indtil amterne nedlagdes i 1907. Han var desuden agent for Reynistaðarklaustursjarða fra 1888 og frem til han flyttede til Reykjavik og varetog forskellige andre tillidshverv i lokalområdet.
I 1886 valgtes Ólafur til Altinget for Skagafjördur og repræsenterede i datidens omskiftelige politiske liv  både Framfaraflokkurinn, det ældre Fremskridtsparti, Þjóðræðisflokkurinn, Selvstændighedhedspartiet, Sambandsflokkurinn, og Bondepartiet frem til 1916, hvor han var med til at forene Islands to bondepartier til Fremskridtspartiet, og blev dettes første gruppeformand. Han genopstillede ikke ved valget i 1919.
Han var formand for det samlede Alting i 1895, og formand for Altingets nedre del 1914-1919.

## Familie
Ólafur var gift med Halldóra Pétursdóttir. Blandt deres børn var provsten, altingsmanden og ministeren Þorsteinn Briem, og Ingibjörg Briem, hustru til statsminister Björn Þórðarson. Blandt hans mange søskende var altingsmændene Eiríkur Briem og Gunnlaugur Briem, amtmanden Páll Briem, og grundlæggeren af Reykjavík husholdningsskole (Hússtjórnarskóli Reykjavíkur) Elín Briem.